# 이만 칼리프
이만 칼리프(아랍어: إيمان خليف,‎ 아랍어 발음: [ʔiːˈmaːn xaˈliːf], 1999년 5월 2일~)는 알제리의 권투 선수이다. 2020년 하계 올림픽과 2024년 하계 올림픽에 알제리 대표 선수로 참가했고 2024년 하계 올림픽 웰터급에서 금메달을 획득했다.
2024년 하계 올림픽에서 칼리프가 이탈리아의 안젤라 카리니를 상대로 승리하자 소셜 미디어에서는 칼리프의 젠더에 대한 확인되지 않은 소문이 퍼졌으며, 러시아가 주도하던 국제 복싱 협회가 개최한 2023년 세계 여자 복싱 선수권 대회에서 칼리프가 성별 확인 검사를 통과하지 못해 실격당한 것이 알려지자 논란은 더 거세졌다. 실격은 칼리프가 무패를 기록하던 러시아 선수를 쓰러뜨린 지 사흘 후 일어났는데, 이로 인해 해당 러시아 선수의 무패 기록은 복구되었다. 2023년 국제 복싱 협회는 지배구조 문제와 부패 문제로 인해 올림픽에서 퇴출된 후 국제 올림픽 위원회(IOC)는 복싱 협회의 실격을 "갑작스럽고 임의적"이며 "적법한 절차 없이" 이루어졌다고 주장하며, 칼리프의 대회 참가를 승인했다. 현재까지 칼리프가 XY 염색체를 보유하고 있거나 높은 테스토스테론 수치를 보였다는 의학적 증거는 없다. 칼리프는 여성으로 태어났으며, 스스로를 여성으로 인식하고 있다.

## 어린 시절
알제리 라구아트주에서 태어나 태어난 후 2개월 뒤 가족과 함께 티아레주의 비반 메스바로 이사했다. 원래 축구를 했으나, 그 과정에서 남자애들과 싸우면서 회피 능력을 발견하게 되면서 복싱을 시작했다. 처음 복싱을 시작했을 때는 훈련에 참석하기 위해 이웃 마을로 통근해야 했고, 버스 요금을 마련하기 위해 고철을 팔기도 했다.  처음에는 아버지가 여자라는 이유 복싱하는 것을 허락하지 않기도 했다고 밝혔다.

## 경력

### 2018~2021: 선수 생활의 시작과 올림픽 데뷔
2018 세계 여자 복싱 선수권 대회에서 카리나 이브라기노바에 패해 1라운드에서 탈락한 후 17위를 차지했다. 2019 세계 여자 복싱 선수권 대회에서는 나탈리아 샤드리나에 의해 패해 탈락한 후 33위를 차지했다.
2020년 하계 올림픽 여자 경량급 경기에서 여성 최초로 알제리를 대표해 출전했으나 8강에서 아일랜드의 켈리 해링턴에게 패했다.

### 2022: 세계 복싱 선수권 대회 결승전 및 복싱 성공
2022년 여자 세계 복싱 선수권 대회에서 첼시 헤이넨을 꺾고 알제리 여성 복싱 선수 최초로 결승에 진출했다. 그녀는 그 후 치러진 결승전에서 에이미 브로더스트에게 패해 준우승을 차지했다. 이후 지중해 게임과 아프리카 아마추어 복싱 선수권 대회에서 더 많은 승리를 거두었다.

### 2023: 세계 복싱 선수권 대회 실격
2023년 3월, 다시 세계 여자 복싱 선수권 대회 결승에 진출했지만, 국제 복싱 협회  자격 기준을 충족하지 못해 결승 직전에 실격되었다. 알제리 올림픽 위원회는 칼리프가 의학적 이유로 실격되었다고 밝혔으며, 이후 체내 테스토스테론 수치가 높아서 실격된 것으로 보도되었다.
복싱 협회 회장 우마르 크렘레프는 2023년 러시아 통신사 타스에 DNA 검사를 통해 "XY 염색체가 있음이 입증"되었기 때문에 자격이 박탈되었다고 밝혔다. 워싱턴 포스트는"칼리프와 린위팅이 [2023년에] 어떤 기준에 실패하여 실격을 초래했는지는 여전히 불분명하다"라고 밝혔으며, 더 나아가 "칼리프가 [...] XY 염색체가 있거나 [...] 테스토스테론 수치가 높았다는 증거는 전혀 없었다."고 보도했다. 복싱 협회는 "구체적인 사항은 기밀로 유지된다"며 검사 방법을 공개하지 않았다.
2024년 7월 31일, 2023년 결정과 관련하여 복싱협회는 칼리프와 다른 실격한 선수들에 대해서 "테스토스테론 검사를 받지 않았지만 별도의 인정된 테스트를 받았기 때문에 세부 사항은 기밀로 유지되었다"고 밝혔으며 "다른 여성 선수들과 비교해 강력한 이점이 있는 것으로 확인되었다"라고 밝혔다. 다음날 국제 올림픽 위원회는 이에 대해 자체 성명을 발표하며 복싱 협회의 결정이 "갑작스럽고 임의적"이며 "적법한 절차 없이" 이루어졌다고 주장했다.
대회에서 실격당한 지 4개월 후인 2023년 7월, 칼리프는 아랍 게임에서 알제리를 대표해 여자 웰터급 종목에서 금메달을 획득했다.

### 2024년: 하계 올림픽
2024년 1월, 유니세프 국가대사가 되었다.
국제 복싱 협회(IBA)는 지배구조 문제와 부패 문제 적발로 인해 2023년 올림픽에서 퇴출되었다. 이에 따라 2024년 하계 올림픽 파리 복싱 경기는 IOC 산하 파리 2024 복싱 유닛에서 관리하게 됐다. IOC는 IBA와 다른 규칙을 사용하여 칼리프가 파리 대회에 참가할 수 있도록 승인했으며 그녀가 대회에 필요한 모든 자격과 의료 규정을 준수했음을 확인했다. IOC는 칼리프의 여권상 여성이었다고 밝혔으며, 파리에서 경쟁하는 모든 선수는 대회의 자격과 참가 규정을 준수한다고 밝혔다.
올림픽에 참가하는 동안 칼리프는 자신의 성별에 대해 근거 없는 주장을 한 사람들로부터 사이버 폭력을 받았다. 알제리 올림픽 위원회는 칼리프에 대한 반응을 "비윤리적 표적공격"와 "근거 없는 선전"으로 비판하며 칼리프를 옹호했으며, 칼리프와 그녀의 올림픽 출전 권리를 보호하기 위해 필요한 모든 조치를 취하겠다고 밝혔다.
2024년 8월 5일 파리에서 열린 IBA 기자 회견에서는 조직 입장과 우마르 크렘레프 회장의 입장이 모순되는 상황이 발생했다. 처음에 IBA는 성별 테스트를 실시했다고 주장했지만 기자회견에서 크리스 로버츠 사무총장은 "염색체 테스트"를 실시했다고 밝혔으며, 반면 크렘레프는 선수의 테스토스테론 수치를 측정했다고 주장했다. 크렘레프는 토마스 바흐 IOC 위원장을 원색적으로 비판하며 법적 소송을 시작하겠다고 선언했으며 올림픽 개막식에 대해 "굴욕적"이라며 불만을 표출하는 등 거친 발언으로 사태는 더욱 악화되었다.". IBA는 세계 반도핑 기구(WADA)에서 인증받은 연구실에서 검사를 진행했다고 밝혔지만, WADA는 자신들은 도핑 검사만 할 뿐 성별 검사는 실시하지 않는다고 밝혔다.
여자 66kg급 16강전에서 46초만에 코에 심한 통증을 호소한 안젤라 카리니의 기권으로 승리했다. 칼리프는 8월 3일 8강에서 하모리 루처와 맞붙어 승리해 최소 동메달을 확보했으며, . 이후 8월 6일 열린 준결승에서 태국의 찬챔 수완펭을 상대로 승리해 은메달을 확보했다.8월 9일 결승전에서 중화인민공화국 국가대표 선수인 양류에게 승리해 금메달을 목에 걸었으며, 2000년 이후 알제리에서 복싱 종목에서 메달을 획득한 첫번째 선수이자,1996년 이후 금메달을 딴 첫번째 선수가 되었다.

## 같이 보기
- 역사 속의 간성
- 린위팅 (권투 선수)
- 캐스터 세메냐